# Double metaphone
 (janvier 2015).
Si vous disposez d'ouvrages ou d'articles de référence ou si vous connaissez des sites web de qualité traitant du thème abordé ici, merci de compléter l'article en donnant les références utiles à sa vérifiabilité et en les liant à la section « Notes et références ».
Le double metaphone[Passage contradictoire] est un algorithme de recherche phonétique écrit par Lawrence Philips et est la deuxième génération de l'algorithme Metaphone. Son implémentation a été décrite en juin 2000 dans le magazine C/C++ Users Journal.
Il est appelé « double » car il peut retourner un code primaire et secondaire pour une chaîne de caractères ; cela compte pour des cas ambigus ou pour des variantes multiples avec des ascendances communes. Par exemple, l'encodage du nom « Smith » rapporte le code primaire SM0 et le code secondaire XMT, lorsque le nom « Schmidt » rapporte le code primaire XMT et le code secondaire de SMT ; les deux ont XMT en commun.
Double metaphone[Passage contradictoire] essaye de prendre en compte un certain nombre d'irrégularités de l'anglais, des langues slaves, germaniques, grec, français, italien, espagnol, chinois, et quelques autres origines. Ainsi il utilise un jeu de règles beaucoup plus complexe que son prédécesseur ; par exemple, il teste approximativement 100 contextes différents de l'utilisation de la lettre C seule. Toutefois, contrairement à son prédécesseur, il coupe la chaîne originale car la longueur du code est réduite à quatre caractères maximum.